# Eliofania
| < 150 dist 150 - 166 dist 167 - 182 dist | 183 - 200 dist 200 - 216 dist > 216 dist |

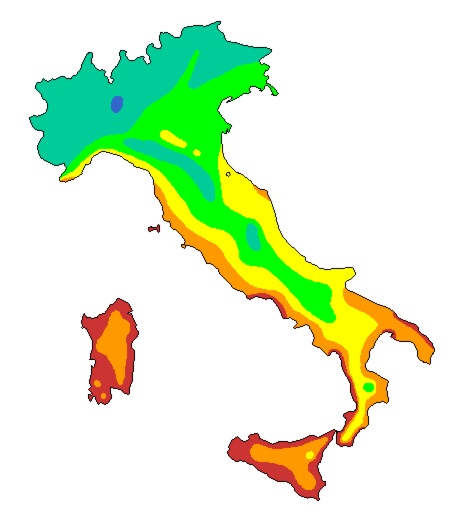
Eliofania media annua in Italia

L'eliofania, dal greco ήλιος hēlios ‘sole’ e φαίνω phaínō ‘(io) mostro’, è una grandezza meteorologica che misura la durata del soleggiamento in una località o zona specifica.

## Descrizione
L'eliofania assoluta misura la durata effettiva dell'illuminazione solare diretta senza l'interposizione delle nuvole, in un dato periodo (giorno, mese, anno, ecc.). Si misura con l'unità di tempo, generalmente in ore o in dì standard (corrispondenti alla durata all'equinozio) o mesi equinoziali:
{\displaystyle 1di_{st}=12h}
{\displaystyle 1m_{st}=30di_{st}}
L'eliofania relativa rappresenta invece il rapporto tra l'eliofania assoluta e la permanenza totale del Sole sopra l'orizzonte.
Essendo il rapporto tra due quantità della stessa unità, si misura in percentuale.
Generalmente, vengono presi in esame due tipi di valore, entrambi misurati in ore: l'eliofania media giornaliera di un determinato mese e l'eliofania media totale annuale. Lo strumento impiegato per tali misure è l'eliofanografo.
I valori dell'eliofania sono fondamentali sia in riferimento alle caratteristiche climatiche, sia per la pianificazione delle attività e alla gestione delle risorse di un determinato territorio.
Il prodotto dell'eliofania di un luogo in un certo intervallo di tempo per l'insolazione media nello stesso intervallo di tempo fornisce la misura dell'energia solare totale incidente per metro quadrato sul luogo stesso.
| < 100 dist 100-133 dist 133-166 dist 166-200 dist | 200-250 dist 250-300 dist 300-333 dist > 333 dist |

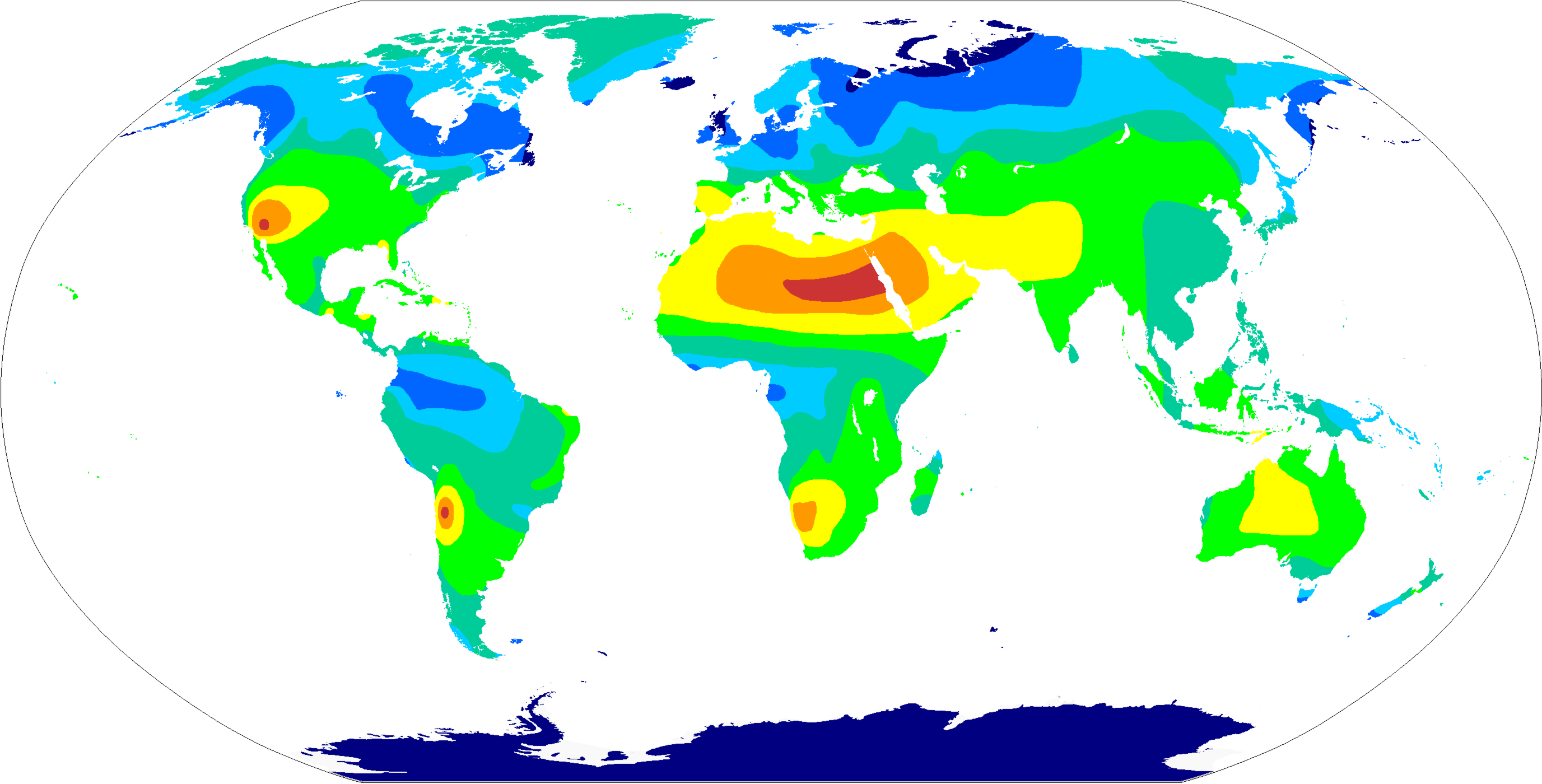
Eliofania media annua nel mondo

L'eliofania massima per l'intero pianeta si registra nell'area subtropicale dell'Africa settentrionale e nell'area subtropicale dell'America meridionale, rispettivamente nel deserto del Sahara e in quello di Atacama. 
In Italia, i valori massimi dell'eliofania si raggiungono lungo le coste della Sardegna e della Sicilia, lungo la costa della Maremma grossetana e della Maremma laziale e in gran parte della costa della Calabria e della Puglia.